# 왕실탐정, 미라
왕실탐정, 미라(Mira, Royal Detective)는 인도를 배경으로 한 CGI 텔레비전 애니메이션으로, 《아발로 왕국의 엘레나》(Elena of Avalor)의 여성 스토리보드 겸 창착인 베카 토폴(Becca Topol)이 제작했다. 2020년 3월 20일부터 미국 디즈니 주니어에서 방영을 시작하였고, 2020년 3월 22일 캐나다와 전세계 방영을 시작하였다.
대한민국에서는 2020년 4월 29일 디즈니 채널에서 첫 방송이 이뤄졌다. 시즌 2는 2021년 11월 한국에 디즈니+ 출시 후 공개하였다.

## 목소리 출연

### 원본판
- 미라(Mira) - 릴라 래드니어
- 미쿠(Miku) - 칼 펜
- 치쿠(Chiku) - 웃카시 앰부드카
- 샨티여왕(Queen Shanti) - 프리다 핀토
- 핀키(Pinky) - 해나 시몬
- 푸시파 (Auntie Pushpa) - 자밀라 자밀
- 사힐(Sahil) - 아시프 맨드비
- 닐 왕자 (Prince Neel) - 캄란 루카스
- 비르 황태자 (Prince Veer) - 캐런 브라
- 란제트와 만제트 (Ranjeet And Manjeet) - 카란 소니
- 프리야(Priya) - 로쉬니 애드워즈
- 산디프(Sandeep) - 아디 애쉬
- 궁전 재단사(Palece Tailor) - 사라 유 라오
- 루파(Great-Aunt Rupa) - 사리타 슈드후리
- 미나(Meena) - 아파르나 난체를라
- 카말라(Kamala) - 아방티카 반다나푸
- 드루브(Druv) - 줄리안 제인
- 딤플스(Dimples) - 오디지 제임스
- 매니쉬(Manish) - 파르베시 치에나
- 푸남(Poonam) - 소날 샤

### 한국어판
- 미라 (Mira) -
- 미쿠 (Miku) - 이현
- 치쿠 (Chiku) -
- 샨티여왕 (Queen Shanti) -
- 비르 황태자 (Prince Veer) - 김명준
- 닐 왕자 (Prince Neel) - 남도형
- 푸시파 (Auntie Pushpa) -
- 사힐 (Sahil) -
- 란제트와 만제트 (Ranjeet And Manjeet) -
- 프리야 (Priya) -
- 산디프 (Sandeep) -
- 궁전 재단사 (Palece Tailor) -
- 루파 (Great-Aunt Rupa) -
- 미나(Meena) -
- 카말라(Kamala) -
- 드루브(Druv) -
- 딤플스(Dimples) -
- 매니쉬(Manish) -
- 푸남(Poonam) -

## 우리말 연출
- 더빙 스튜디오 : 애드원
- 믹싱 스튜디오 : 애드원
- 번역 :
- 음악연출 : 박원빈
- 대사연출 : 박원빈
- 기술 :
- 한국어 제작 : Disney Character Voices International,Inc.
- 기획 : 디즈니채널코리아(유) (시즌 1) → 월트디즈니컴퍼니코리아 유한책임회사 (시즌 2)